# اینگرید برگمن
اینگرید برگمن (سوئدی: Ingrid Bergman؛ ‏سوئدی: [ˈɪ̌ŋːrɪd ˈbæ̌rjman] ()؛ ‏تلفظ سوئدی: اینگرید بریمان؛ ‏زادهٔ ۲۹ اوت ۱۹۱۵ – درگذشتهٔ ۲۹ اوت ۱۹۸۲) بازیگر سرشناس سینما و اهل کشور سوئد بود که موفق به دریافت سه جایزه اسکار شد. از فیلم‌های مشهور او، می‌توان به کازابلانکا و بدنام اشاره کرد. بنیاد فیلم آمریکا او را به عنوان چهارمین زن افسانه بزرگ پرده سینما نامگذاری کرد.

## ابتدای زندگی

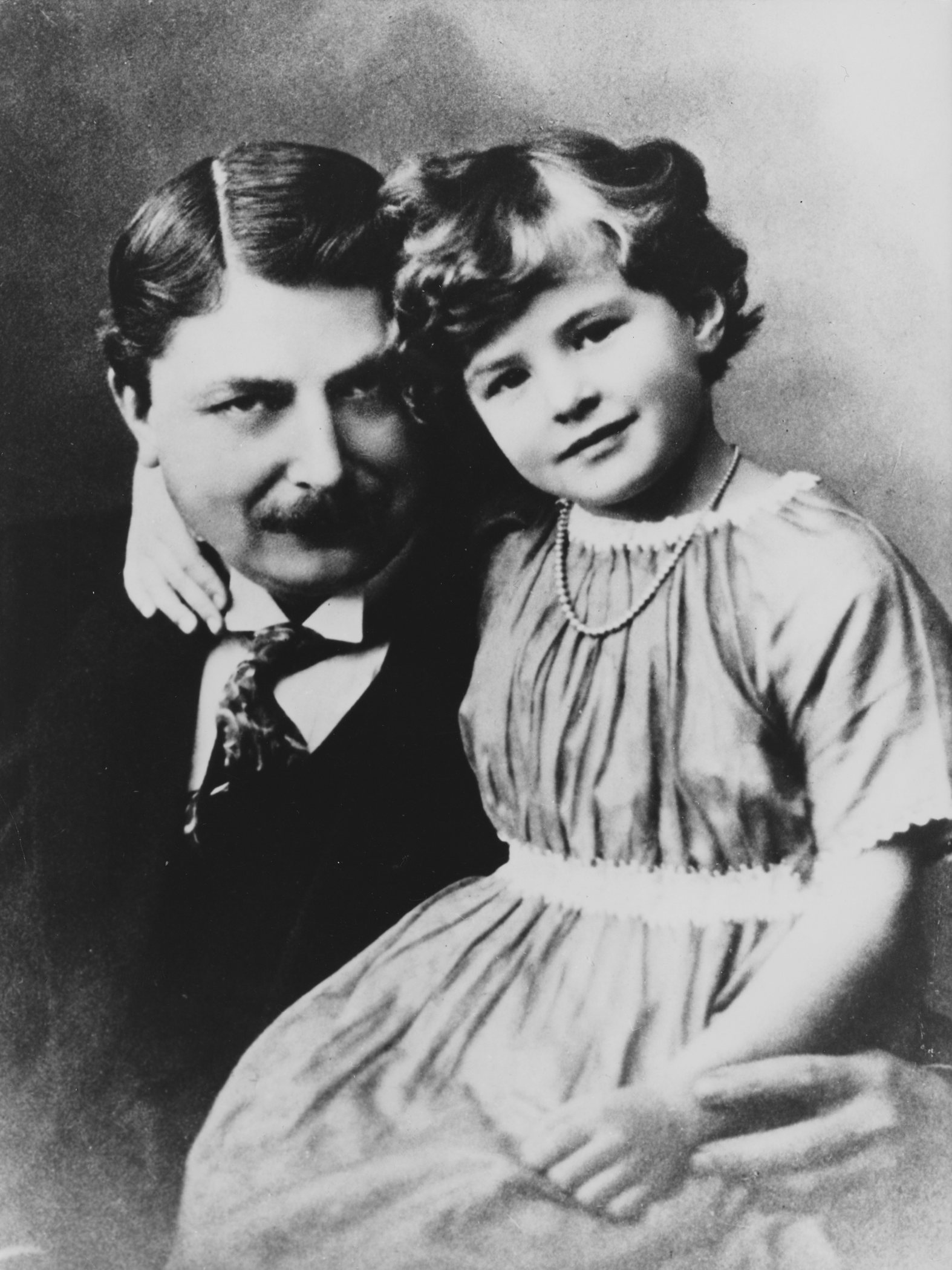
اینگرید برگمن ۹ ساله با پدرش

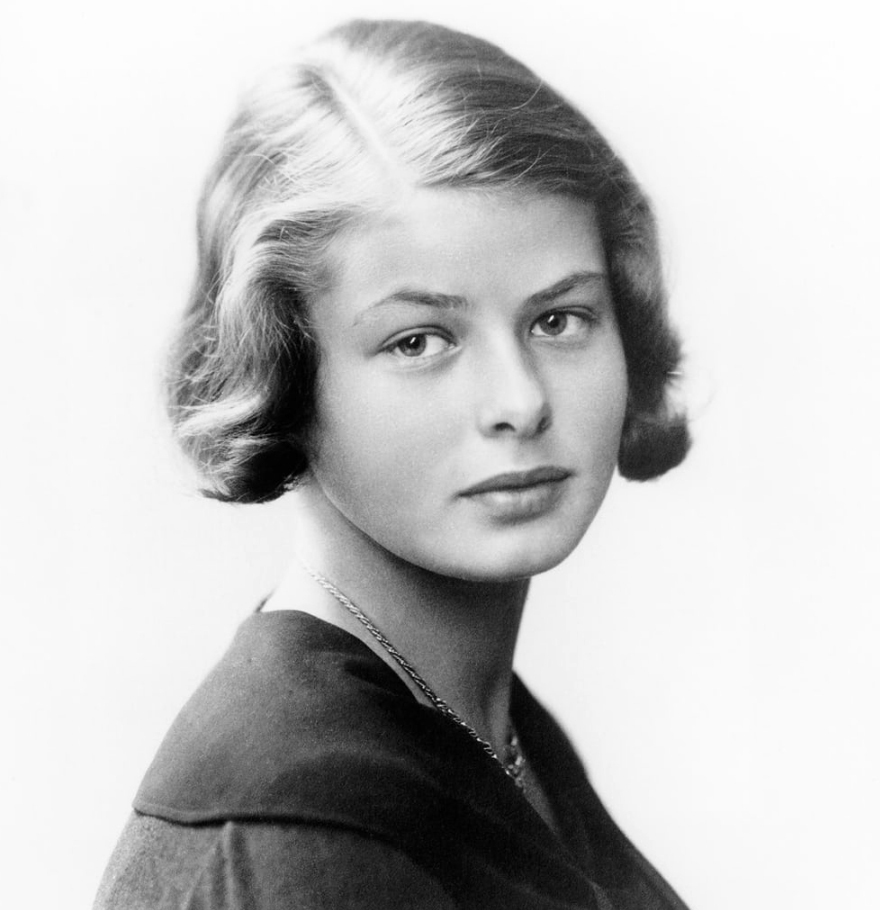
اینگرید برگمن در ۱۴ سالگی

بازیگر سوئدی‌تبار و فوق ستاره دهه چهل هالیوود در ۲۹ اوت ۱۹۱۵ از پدری سوئدی و مادری آلمانی به دنیا آمد. در کودکی مادرش را از دست داد.
پس از تحصیل در آکادمی هنرهای دراماتیک استکهلم بازی در فیلم‌های سوئدی را آغاز کرد و در عرض یکسال به ستاره اول سینمای سوئد تبدیل شد.
آخرین فیلم او اینترمتسو (میان‌پرده) مورد توجه دیوید او سلزنیک فیلم‌ساز معروف هالیوود (تهیه‌کننده فیلم بربادرفته) قرار گرفت و از او برای بازسازی دوباره این فیلم در آمریکا دعوت کرد. موفقیت دوباره این فیلم در آمریکا زمینه آغاز حضور برگمن در آمریکا بود. پس از ورود به هالیوود تیپ منحصربه‌فرد او که با تمام بازیگران زن آن زمان متفاوت بود به خصوص ویژگی طبیعی بودن (به دلیل عدم نیاز به چهره‌پردازی) و بازی‌های هنرمندانه او مورد توجه و استقبال بسیار قرار گرفت به‌طوری‌که روزنامه‌ها در وصف او نوشتند «خانم برگمن نه تنها بازیگری واقعاً هنرمند است بلکه این قدر زیباست که خود نیز یک شاهکار هنری به‌شمار می‌آید».

## دوران بازیگری
استعدادی که او در فیلم‌هایش به نمایش گذاشت باعث شد که در عرض سه سال به ستارهٔ زن اول سینمای آمریکا مبدل شود. پس از بازی درخشان در فیلم مورد غیرعادی دکتر جکیل و آقای هاید برای ایفای نقش مقابل هامفری بوگارت در فیلم کازابلانکا انتخاب شد که امروزه از آن به عنوان محبوب‌ترین فیلم تاریخ سینمای آمریکا نام می‌برند. سپس در فیلم معروف زنگ‌ها برای که به صدا درمی‌آیند در مقابل گری کوپر بازی کرد تا اینکه بازی عالی او در فیلم چراغ گاز به کارگردانی کیوکر اولین جایزهٔ اسکار را برایش به ارمغان آورد. یک سال بعد، فیلم طلسم‌شده را با کارگردانی آلفرد هیچکاک و بازی گریگوری پک بازی کرد که موفقیت زیاد فیلم باعث شد که سلزنیک بلافاصله فیلم معروف بدنام را پیشنهاد بدهد. این بار هم بازی او دربرابر کری گرانت و کارگردانی آلفرد هیچکاک فیلم قابل توجهی آفرید. محبوبیت روزافزون او با بازی در فیلم زنگ‌های کلیسای مریم مقدس به نقش یک راهبهٔ پرجنب‌وجوش و فروش عالیِ فیلم افزایش یافت و عموم مردم آمریکا نه‌تنها او را بازیگر محبوب خود بلکه الگویی از یک زن نجیب و نیمه‌مقدس می‌دانستند. این الگوی مقدس با بازی او در فیلم ژان دارک به کارگردانی ویکتور فلمینگ (کارگردان بربادرفته) به اوج رسید. طی سه سالِ پیاپی، او قهرمان مسابقات محبوبیت در آمریکا شده بود، چیزی که قبل از آن سابقه نداشت.
پس از بازی در فیلم در برج جدی، ساختهٔ آلفرد هیچکاک، و طاق نصرت، تصمیم گرفت شروع به بازی در فیلم‌های هنری از نوعی متفاوت کند؛ چیزی که از آن به‌عنوان طغیان او علیه سیستم استودیویی آن زمانِ هالیوود و سیستم ستاره‌سازی مرسوم آن تعبیر می‌شد. بدین ترتیب، برگمن پس از مشاهدهٔ فیلم رم، شهر بی‌دفاع (روبرتو روسلینی ایتالیایی) طی نامه‌ای پیشنهاد همکاری با روسلینی را داد و برای بازی در فیلم استرومبولی به ایتالیا رفت. در جریان فیلم‌برداری بااینکه شوهر و دخترش در آمریکا بودند، عشق کارگردان و بازیگر به یکدیگر رسوایی عجیبی در آمریکا به‌پا کرد و مطبوعات آمریکا بر سر این جریان جنجال عجیبی به راه انداختند، چراکه او را فقط به‌عنوان یک بازیگر مقدس و الگویی نمونه برای مردم آمریکا می‌خواستند. حتی در مجلس سنای آمریکا، او را تهدید کردند که حق ندارد دیگر به آمریکا بازگردد. علاوه بر این، فیلم استرومبولی روسلینی هم در آمریکا بایکوت شد و از نظر تجاری شکست خورد. نتیجهٔ این رابطهٔ عاشقانه و رسوای این دو هم دختری بود که بعدها بازیگر شد: ایزابلا روسلینی. بدین ترتیب، اینگرید برگمن هفت سال به‌دور از هالیوود، به همراه روبرتو روسلینی (بنیان‌گذار سبک نئورئالیسم در سینما) شروع به ساخت یک سری فیلم‌های هنری کرد؛ فیلم‌هایی همچون اروپا ۵۱، سفر به ایتالیا که امروزه در نوع خود فیلم‌هایی باارزش و هنری به‌شمار می‌آیند.

## افتخار همکاری

برگمن در فیلم استرومبولی ساخته روبرتو روسلینی

در تاریخ سینما شاید کمتر بازیگر زنی را بتوان یافت که در طی حیات خود با چنین طیف وسیعی از معروفترین شخصیت‌های تاریخ سینما همکاری کرده باشد؛ افراد زیر در طول دوره فعالیت هنری اینگرید برگمن همکارانش بودند.
کارگردانانی همچون:
ویکتور فلمینگ، آلفرد هیچکاک، جرج کیوکر، مایکل کورتیز، ژان رنوآر، آناتول لیتواک، سیدنی لومت، اینگمار برگمان، روبرتو روسلینی، دیوید او. سلزنیک
و بازیگرانی همچون:
لسلی هاوارد، هامفری بوگارت، کری گرانت، گری کوپر، جوزف کاتن، گریگوری پک، یول برینر، آنتونی پرکینز، آنتونی کوئین، لیو اولمان، عمر شریف، لورن باکال، ایو مونتان، شارل بوآیه،

## چهره برگمن در سینما

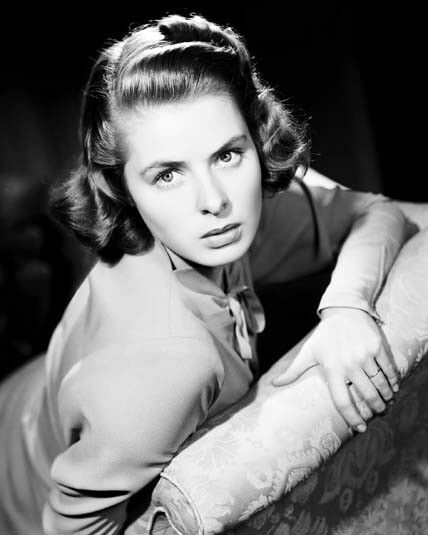
برگمن در سال ۱۹۴۱ میلادی

چهره‌ای که اغلب برگمن در فیلم‌هایش بازی می‌کرد نشان دهنده زنی بود که انگار برای زجر کشیدن آفریده شده بود؛ زنی که تحمل بالایی داشت و به جای اینکه گلایه‌ای داشته باشد فقط با نگاه‌هایش حرف می‌زد. اغلب در جدال عشق دربرابر مرد موردعلاقه‌ای شکست می‌خورد و قربانی می‌شد. او اوج این بازی‌ها را در فیلم‌های کازابلانکا و بدنام به نمایش گذاشت که هر دو فیلم جزو باارزش‌ترین دارایی‌های عاشقانه تاریخ سینما به حساب می‌آیند.
در سال ۱۹۵۶ بالاخره ابرها کنار رفت و بازی درخشان برگمن در فیلم آناستازیا در برابر یول برینر باعث شد که هالیوود جایزه اسکار بهترین بازیگر نقش اول زن را به او بدهد و دوباره فرزند خاطی را بپذیرد.
پس از ورود مجدد به آمریکا او بیشتر در فیلم‌های خاصی که خود انتخاب می‌کرد و اکثراً هنری بودند بازی می‌کرد. بازی‌های درخشان او در فیلم‌هایی مانند مسافرخانه ششمین خوشبختی، و سونات پاییزی (به کارگردانی هموطن و هم نامش اینگمار برگمان) بارها نامزدی اسکار (هفت بار) را برایش رقم زد، تا اینکه برای بازی در فیلم قتل در قطار سریع‌السیر شرق سومین اسکارش را به دست آورد.

## درگذشت

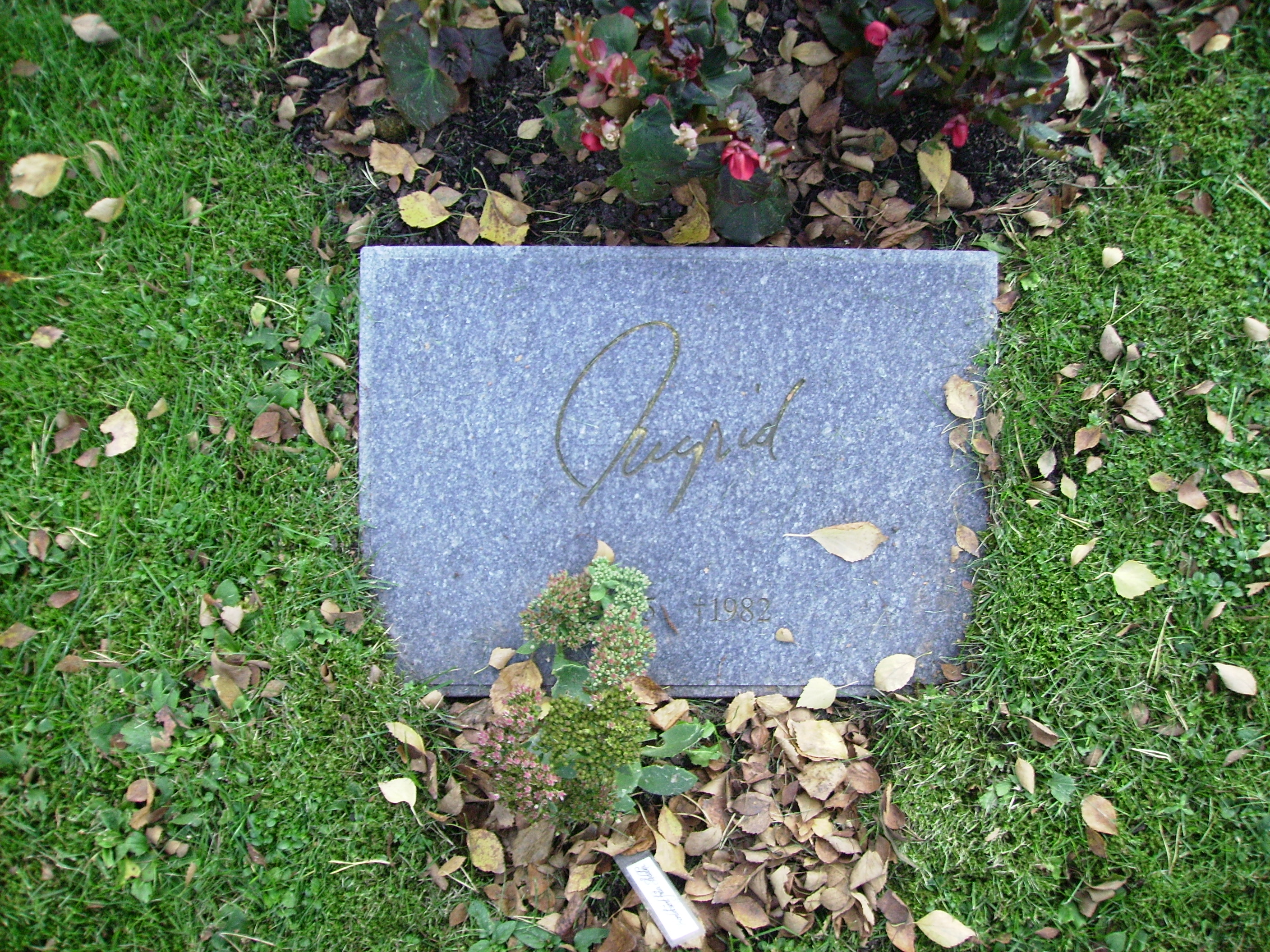
قبر برگمان در گورستان شمالی شهرستان استکهلم

اینگرید در سال ۱۹۸۲ در ۶۷ سالگی بر اثر بیماری سرطان پستان که هشت سال با آن در ستیز بود در همان سالروز تولدش (۲۹ اوت) در لندن درگذشت و در گورستان کهنسال گرین به خاک سپرده شد.

## جوایز و نامزدی‌ها
اینگرید برگمن به دومین بازیگر زنی تبدیل شد که برنده سه جایزه اسکار برای بازیگری شده است: دو جایزه برای بهترین بازیگر زن و یکی برای بهترین بازیگر نقش مکمل زن. او به همراه، والتر برنان (هر سه‌بار برای بهترین بازیگر نقش مکمل مرد)، جک نیکلسون (دو‌بار برای بهترین بازیگر مرد، و یک‌بار برای بهترین بازیگر نقش مکمل مرد)، مریل استریپ (دو‌بار برای بهترین بازیگر زن و یک‌بار برای بهترین نقش مکمل مرد)، فرانسیس مک دورمند (هر سه‌بار برای بهترین بازیگر زن)، و دنیل دی لوئیس (هر‌سه برای بهترین بازیگر مرد) در جایگاه دوم رکوردداران برنده جایزه اسکار بازیگری قرار گرفته است. کاترین هپبورن با چهار جایزه اسکار (همه برای بهترین بازیگر زن) رکورددار جایگاه اول است.
در سال ۱۹۶۰، برگمن تبدیل به دومین بازیگر زنی شد که پس از برنده شدن جایزه امی، به جایگاه سه گانه بازیگری آمریکا را رسید.

### جوایز اسکار
| سال  | بخش/رشته                  | فیلم                           | نتیجه    | منبع.  |
| ---- | ------------------------- | ------------------------------ | -------- | ------ |
| ۱۹۴۳ | بهترین بازیگر زن          | زنگ‌ها برای که به صدا در می‌آیند | نامزدشده | [ ۴ ]  |
| ۱۹۴۴ | بهترین بازیگر زن          | چراغ گاز                       | برنده    | [ ۵ ]  |
| ۱۹۴۵ | بهترین بازیگر زن          | زنگ‌های کلیسای مریم مقدس        | نامزدشده | [ ۶ ]  |
| ۱۹۴۸ | بهترین بازیگر زن          | ژان دارک                       | نامزدشده | [ ۷ ]  |
| ۱۹۵۶ | بهترین بازیگر زن          | آناستازیا                      | برنده    | [ ۸ ]  |
| ۱۹۷۴ | بهترین بازیگر نقش مکمل زن | قتل در قطار سریع‌السیر شرق      | برنده    | [ ۹ ]  |
| ۱۹۷۸ | بهترین بازیگر زن          | سونات پاییزی                   | نامزدشده | [ ۱۰ ] |

### جایزه گلدن گلوب
- برنده بهترین بازیگر نقش اول زن - ۱۹۴۵
- برنده بهترین بازیگر نقش اول زن - ۱۹۴۶
- برنده بهترین بازیگر نقش اول زن - ۱۹۵۶
- برنده بهترین بازیگر نقش اول زن - ۱۹۸۳

### جوایز امی Primetime
| سال  | بخش/رشته                                             | اثر نامزد شده          | نتیجه    | منبع.  |
| ---- | ---------------------------------------------------- | ---------------------- | -------- | ------ |
| ۱۹۶۰ | بازیگر زن برجسته در سریال‌های محدود یا فیلم تلویزیونی | چرخش پیچ               | برنده    | [ ۱۱ ] |
| ۱۹۶۱ | بازیگر زن برجسته در سریال‌های محدود یا فیلم تلویزیونی | ۲۴ ساعت در زندگی یک زن | نامزدشده | [ ۱۲ ] |
| ۱۹۸۲ | بازیگر زن برجسته در سریال‌های محدود یا فیلم تلویزیونی | زنی به نام گلدا        | برنده    | [ ۱۳ ] |

### جوایز تونی
| سال  | بخش/رشته                                 | اثر نامزد شده | نتیجه | منبع.  |
| ---- | ---------------------------------------- | ------------- | ----- | ------ |
| ۱۹۴۷ | بهترین بازیگر نقش اول زن در یک نمایشنامه | جوآن لورن     | برنده | [ ۱۴ ] |

## فیلم‌شناسی
| سال  | فیلم                                          | نقش                               |
| ---- | --------------------------------------------- | --------------------------------- |
| ۱۹۳۲ | مسابقه بین‌المللی (اولین نقش‌آفرینی برگمن)      | دختر منتظر در صف                  |
| ۱۹۳۵ | Tagning "På solsidan" (فیلم کوتاه)            |                                   |
| ۱۹۳۵ | The Count of the Monk's Bridge                | Elsa Edlund                       |
| ۱۹۳۵ | موج شکن                                       | Karin Ingman                      |
| ۱۹۳۵ | خانواده سوئدی                                 | Astrid                            |
| ۱۹۳۵ | Valborgsmässoafton                            | Lena Bergström                    |
| ۱۹۳۶ | سمت آفتابی                                    | Eva Bergh                         |
| ۱۹۳۶ | میان پرده (نسخه اولیه سوئدی)                  | Anita Hoffman                     |
| ۱۹۳۸ | دلار                                          | Denna Balzar                      |
| ۱۹۳۸ | صورت یک زن                                    | Anna Holm, aka Anna Paulsson      |
| ۱۹۳۸ | چهار همدم                                     | Marianne                          |
| ۱۹۳۹ | تنها یک شب                                    | Eva Beckman                       |
| ۱۹۳۹ | میان پرده: یک قصه عشق (نسخه آمریکایی)         | Anita Hoffman                     |
| ۱۹۴۰ | شب ژوئن                                       | Kerstin Norbäc — aka Sara Nordanå |
| ۱۹۴۱ | آدام چهار پسر داشت                            | Emilie Gallatin                   |
| ۱۹۴۱ | خشم در بهشت                                   | Stella Bergen Monrell             |
| ۱۹۴۱ | دکتر جکیل و آقای هاید                         | Ivy Peterson                      |
| ۱۹۴۲ | کازابلانکا                                    | Ilsa Lund                         |
| ۱۹۴۳ | زنگ‌ها برای که به صدا در می‌آیند                | María                             |
| ۱۹۴۳ | سوئدی‌ها در آمریکا (موضوع کوتاه)               | به جای خودش                       |
| ۱۹۴۴ | چراغ گاز                                      | Paula Alquist Anton               |
| ۱۹۴۵ | خط ساراتوگا                                   | Clio Dulaine                      |
| ۱۹۴۵ | طلسم‌شده                                       | Dr. Constance Petersen            |
| ۱۹۴۵ | زنگ‌های کلیسای مریم مقدس                       | Sister Mary Benedict              |
| ۱۹۴۶ | American Creed (موضوع کوتاه)                  | به جای خودش                       |
| ۱۹۴۶ | بدنام                                         | Alicia Huberman                   |
| ۱۹۴۸ | طاق نصرت                                      | Joan Madou                        |
| ۱۹۴۸ | ژان دارک                                      | ژان دارک                          |
| ۱۹۴۹ | در برج جُدَی                                    | Lady Henrietta Flusky             |
| ۱۹۵۰ | استرومبولی                                    | Karin                             |
| ۱۹۵۲ | اروپا ۵۱                                      | Irene Girard                      |
| ۱۹۵۳ | ما، زنان aka Siamo donne                      | به جای خودش                       |
| ۱۹۵۴ | ژاندارک بر صلیب                               | Giovanna d'Arco (Joan of Arc)     |
| ۱۹۵۴ | سفر به ایتالیا                                | Katherine Joyce                   |
| ۱۹۵۴ | ترس                                           | Irene Wagner                      |
| ۱۹۵۶ | آناستازیا                                     | Anna Koreff/Anastasia             |
| ۱۹۵۶ | النا و مردانش                                 | Elena Sokorowska                  |
| ۱۹۵۸ | بی‌احتیاط                                      | Anna Kalman                       |
| ۱۹۵۸ | مسافرخانه ششمین خوشبختی                       | Gladys Aylward                    |
| ۱۹۶۱ | دوباره خداحافظ                                | Paula Tessier                     |
| ۱۹۶۱ | کولکا، دوست من                                | حضور کوتاه                        |
| ۱۹۶۴ | ملاقات                                        | Karla Zachanassian                |
| ۱۹۶۴ | رولز-رویس زرد                                 | Gerda Millett                     |
| ۱۹۶۷ | محرک (قسمت: گردنبند)                          | Mathilde Hartman                  |
| ۱۹۶۹ | گل کاکتوس                                     | Stephanie Dickinson               |
| ۱۹۷۰ | آنری لانگلوآ (مستند)                          | به جای خودش                       |
| ۱۹۷۰ | پیاده‌روی در باران بهاری                       | Libby Meredith                    |
| ۱۹۷۳ | از پرونده‌های درهم خانم باسیل ئی. فرانکویلر    | Mrs. Frankweiler                  |
| ۱۹۷۴ | قتل در قطار سریع‌السیر شرق                     | Greta Ohlsson                     |
| ۱۹۷۶ | موضوعی از زمان                                | Countess Sanziani                 |
| ۱۹۷۸ | سونات پاییزی (آخرین نقش‌آفرینی برگمن در سینما) | Charlotte Andergast               |